# Esfera

Proyección en dos dimensiones de una esfera definida mediante paralelos y meridianos.

En geometría, una superficie esférica es una superficie de revolución formada por el conjunto de todos los puntos del espacio que equidistan de un punto llamado centro. 
Para los puntos cuya distancia es menor que la longitud del radio, se dice que  forman el interior de la superficie esférica. La unión del interior y la superficie esférica se llama bola cerrada en topología, o esfera, como en geometría elemental del espacio. La esfera es un sólido geométrico.
La esfera, como sólido de revolución, se genera haciendo girar una superficie semicircular alrededor de su diámetro (Euclides, L. XI, def. 14).
Esfera proviene del término griego σφαῖρα, sphaîra, que significa pelota (para jugar). Coloquialmente hablando, se emplea la palabra bola, para describir al cuerpo delimitado por una esfera.

## Geometría esférica

### Como superficie
La esfera (superficie esférica) es el conjunto de los puntos del espacio tridimensional que tienen la misma distancia a un punto fijo denominado centro; tanto el segmento que une un punto con el centro, como la longitud del segmento, se denomina radio. En este caso se genera al rotar una semicircunferencia, usando como eje de rotación su diámetro. Este concepto se usa al definir la esfera en geometría analítica del espacio.

### Como sólido
La esfera (sólido esférico) es el conjunto de puntos del espacio tridimensional que están, respecto del centro, a una distancia igual o menor que la longitud de su radio. Este concepto coincide con la definición de bola cerrada en el análisis real de ℝ3. Se genera al rotar un semicírculo, teniendo como eje de rotación su diámetro.
En esta situación, topológicamente, se puede hablar de frontera (Fr) el conjunto de puntos de la esfera de distancia igual al radio; interior (Int), el conjunto de puntos de distancia menor que el radio; exterior (Ext), el conjunto de puntos de distancia mayor que el radio. Cumpliéndose que estos tres conjuntos forman una partición del espacio, de modo que son disjuntos dos a dos y la unión de los tres es el mismo espacio.
- Cualquier segmento que contiene el centro de la esfera y sus extremos están en la superficie esférica, es un diámetro.[5]
- Cualquier sección plana de una esfera es un círculo.
- Cualquier sección  que pasa por el centro de una esfera es un círculo mayor, y si la sección no pasa por el centro es un círculo menor.
- Si se da un círculo de una esfera, los extremos del diámetro perpendicular a aquel se llaman  polos de dicho círculo.[6]

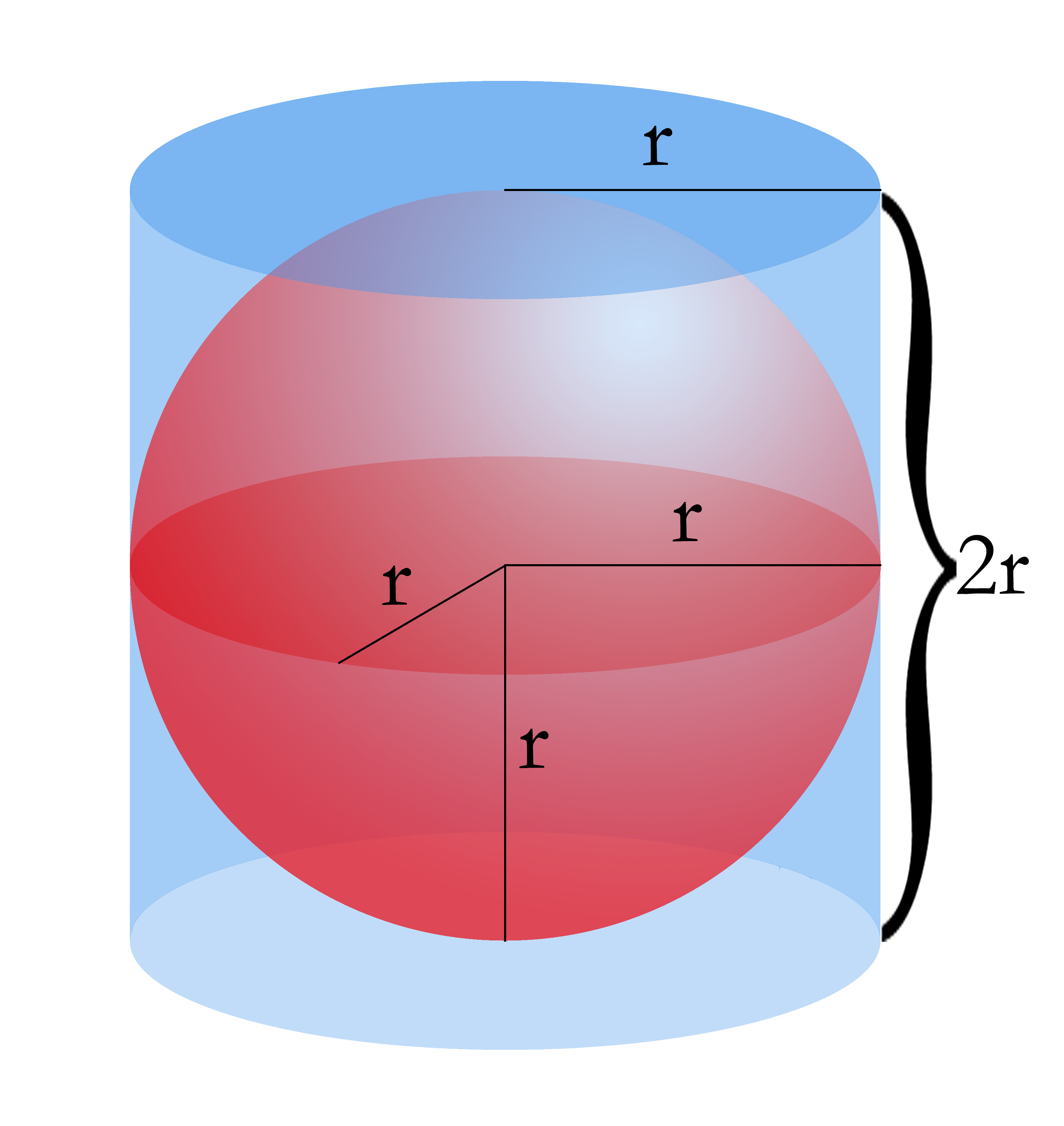
Datos para hallar el área y volumen de la esfera respecto del cilindro circunscrito.

El volumen, {\displaystyle V\,}, de una esfera se expresa en función de su radio {\displaystyle r\,} como:
{\displaystyle V={\frac {4\pi r^{3}}{3}}}
Se puede considerar el volumen de una esfera como 2/3 del volumen del cilindro circunscrito a la esfera. Su base es un círculo del mismo diámetro que la esfera. Su altura tiene la misma medida que dicho diámetro:
{\displaystyle V={\frac {2}{3}}(\pi r^{2}\cdot 2r)}
Esta relación de volúmenes se atribuye a Arquímedes.
Es posible calcular el volumen de una esfera con un margen de error aproximado al 0.03% sin utilizar el valor de π:
{\displaystyle V={\frac {67}{16}}r^{3}}

## Área
El área es 4 veces {\displaystyle \pi \,} por su radio al cuadrado.
{\displaystyle \ A=4\pi r^{2}}
| Demostración |
| - Arquímedes demostró que el área de la esfera es dos tercios respecto al del cilindro, usando esta definición: {\displaystyle A={\frac {2}{3}}(2r\cdot 2\pi r+2\cdot \pi r^{2})} {\displaystyle A={\frac {2}{3}}(4\pi r^{2}+2\pi r^{2})} {\displaystyle A={\frac {2}{3}}(6\pi r^{2})} {\displaystyle A=4\pi r^{2}} |

| Demostración |
| - El área de la esfera es también igual a la derivada de su volumen con respecto a {\displaystyle r\,}. {\displaystyle V={\frac {4}{3}}\pi r^{3}=\int _{0}^{r}A(r)dr} {\displaystyle {\frac {dV}{dr}}=A(r)=4\pi r^{2}} |

## Ecuaciones de la esfera

### Ecuación cartesiana
En un sistema de coordenadas cartesianas en un espacio euclidiano tridimensional, la ecuación de la esfera unitaria (de radio 1), con centro en el origen, es:

{\displaystyle x^{2}+y^{2}+z^{2}=1\,}

Esta ecuación se obtiene considerando que en el punto M (x, y, z) de la esfera, el vector normal OM es igual a 1.
Generalizando, la esfera de radio r, de centro Ω (a, b, c) tiene como ecuación:

{\displaystyle (x-a)^{2}+(y-b)^{2}+(z-c)^{2}=r^{2}\,}

La ecuación del plano tangente en el punto M (x', y', z') se obtiene mediante el desdoblamiento de las variables: en el caso de la esfera unitaria: 

{\displaystyle x\cdot x'+y\cdot y'+z\cdot z'=0\,}

y en el segundo ejemplo:

{\displaystyle (x-a)\cdot x'+(y-b)\cdot y'+(z-c)\cdot z'=0\,}

En un espacio euclidiano tridimensional, los puntos de la superficie esférica pueden ser parametrizados de la siguiente manera:

{\displaystyle \,x=x_{0}+r\cos \theta \;\operatorname {sen} \varphi }
{\displaystyle \,y=y_{0}+r\operatorname {sen} \theta \;\operatorname {sen} \varphi \qquad (0\leq \theta \leq 2\pi {\mbox{ , }}0\leq \varphi \leq \pi )\,}
{\displaystyle \,z=z_{0}+r\cos \varphi \,}
donde r es el radio, (x0, y0, z0) son las coordenadas del centro y (θ, φ) son los parámetros angulares de la ecuación.

## Secciones

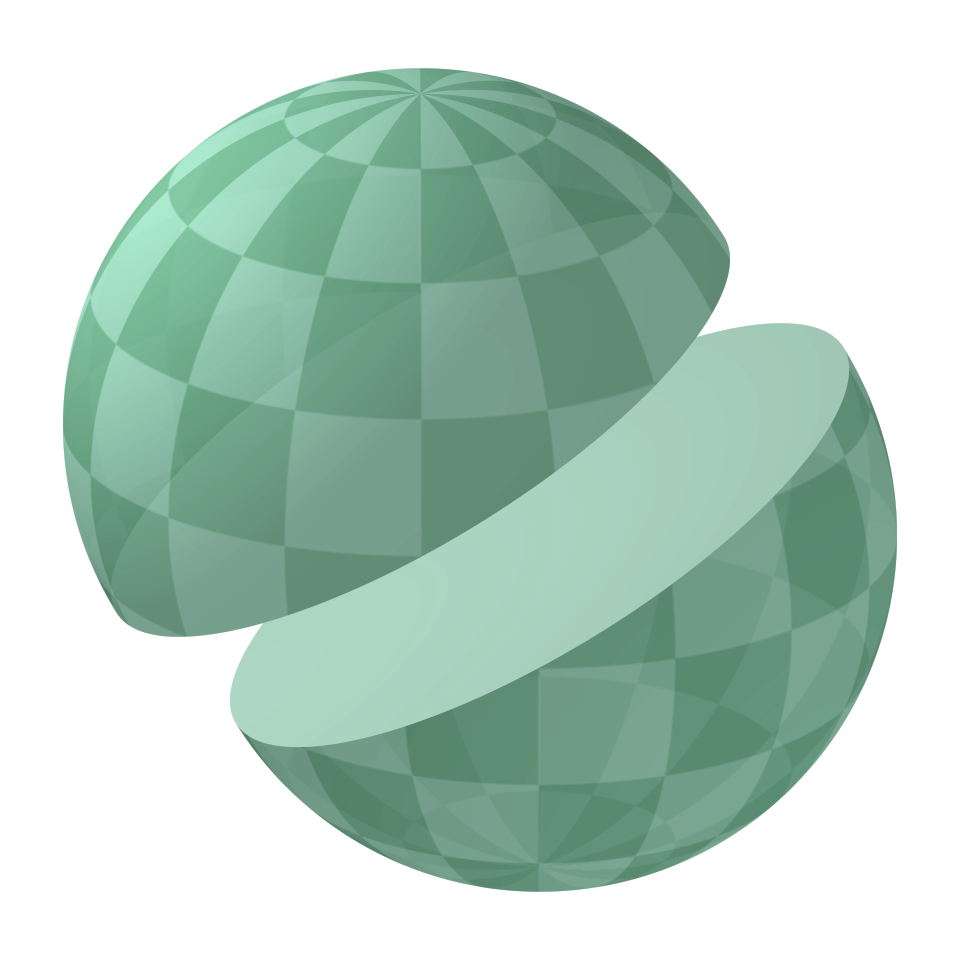
Un círculo máximo divide la esfera en dos hemisferios iguales.

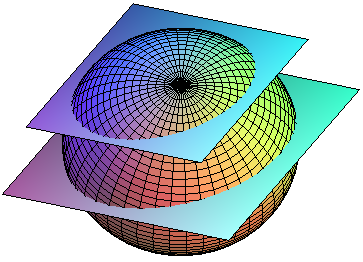
Sección de una esfera por un plano.

La intersección de un plano y una esfera siempre es una circunferencia. La esfera es el único cuerpo que tiene esta propiedad. Lógicamente, si el plano es tangente, el área de contacto queda reducido a un punto (puede considerarse el caso límite de la intersección).
Si el plano pasa por el centro de la esfera, el radio del círculo es el mismo que el de la esfera, r. En este caso, la circunferencia puede llamarse ecuador o círculo máximo.
Si la distancia d, entre el plano y el centro, es inferior al radio r de la esfera, aplicando el teorema de Pitágoras, el radio de la sección es:
{\displaystyle r'={\sqrt {r^{2}-d^{2}}}}

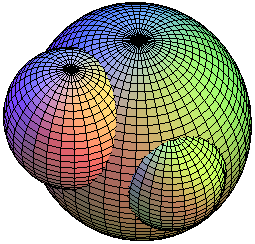
Intersección de esferas.

Por otra parte, dos esferas se intersecan si:
{\displaystyle d\leq r+r'}
y
{\displaystyle r-r'\leq d}
(son las desigualdades triangulares, y equivalen a que ningún lado es superior a la suma de los otros dos), es decir, si existe un triángulo con lados que midan r, r'  y d, donde d es la distancia entre los centros de las esferas, r y r'  sus radios.
En tal caso, la intersección es también una circunferencia. Cuando una de las desigualdades anteriores es una igualdad, la intersección será un punto, que equivale a una circunferencia de radio cero.
En general, el radio es:
{\displaystyle {\frac {2}{d}}{\sqrt {m(m-r)(m-r')(m-d)}}\quad {\mbox{ con }}\quad m={\frac {r+r'+d}{2}}} el medio perímetro.

## Planos en un punto de la superficie esférica

### Plano tangente

El plano que toca a la esfera en un solo punto es llamado plano tangente. Cada punto de la esfera tiene asociado un plano tangente. Para la esfera los puntos antipodales tiene planos tangente paralelos.

Es el plano cuya distancia al centro de la esfera es igual a la longitud del  radio. O bien la posición límite de los planos secantes de la esfera cuando su distancia al centro tiende a la longitud del radio. Dicho plano es único y siempre existe, dado un punto {\displaystyle P=(x_{0},y_{0},z_{0})} de una esfera de radio de radio R el plano tangente viene dado por:

{\displaystyle x_{0}(x-x_{0})+y_{0}(y-y_{0})+z_{0}(z-z_{0})=0\,}

### Plano normal
Sin información.

### Plano binormal
Es el plano perpendicular tanto al plano tangente como al plano normal.

## Coordenadas sobre la esfera
Para localizar un punto de la superficie esférica, las coordenadas cartesianas no son las más adecuadas, por varias razones: en primer lugar, porque hay tres coordenadas cartesianas, mientras que la superficie esférica es un espacio bidimensional. En segundo lugar, tratándose de una esfera, el ángulo es un concepto más adecuado que las coordenadas ortogonales. 

Los dos orígenes ortogonales de las coordenadas esféricas
Se elige un ecuador y un punto del mismo como origen de los ángulos horizontales; se escoge una orientación del ecuador para definir el signo del ángulo φ; se escoge uno de los dos puntos de la esfera más distantes del ecuador –llamados polos– para definir el signo del ángulo θ
Determinación de los puntos mediante ángulos
Todo punto de la esfera está localizado de manera inequívoca por los dos ángulos θ y φ. Con el valor de un ángulo sobre el plano horizontal (plano del ecuador) y otro vertical (desde un polo), se puede localizar cualquier punto de la esfera.
En geometría, normalmente, se expresan estos ángulos en radianes (pues permite calcular longitudes de arcos de circunferencia), mientras que en geografía se usan los grados sexagesimales o centesimales: en este caso, θ es la latitud del punto y φ su longitud si se toma un origen en el punto del ecuador del meridiano de Greenwich y el otro origen en el polo norte. Las latitudes positivas corresponden al hemisferio norte, y las longitudes positivas al hemisferio Este.
Introducir un tercer parámetro r permite localizar cualquier punto del espacio con las coordenadas esféricas (r, φ, θ). Si se impone tomar φ en un intervalo semiabierto de longitud 2π y θ en uno de longitud π, entonces, cualquier punto del espacio tiene coordenadas esféricas únicas, salvo los del eje vertical, donde sirve cualquier valor de φ.
Las coordenadas cartesianas (x, y, z) en el sistema de coordenadas esféricas (r, φ, θ) serán:
{\displaystyle \left\{{\begin{array}{lll}x&=&r\operatorname {sen} \theta \;\cos \varphi \\y&=&r\operatorname {sen} \theta \;\operatorname {sen} \varphi \\z&=&r\cos \theta \end{array}}\right.\qquad {\text{con}}\;-{\cfrac {\pi }{2}}<\varphi \leq {\cfrac {\pi }{2}}\;,\;{\text{y}}\quad 0<\theta \leq 2\pi }
Recíprocamente, a partir de las coordenadas cartesianas, se obtienen las coordenadas esféricas:
{\displaystyle \left\{{\begin{array}{l}r={\sqrt {x^{2}+y^{2}+z^{2}}}\neq 0\\\theta =\arccos {\cfrac {z}{r}}=\arccos {\cfrac {z}{\sqrt {x^{2}+y^{2}+z^{2}}}}\\\varphi =\arcsin {\cfrac {y}{r\cos \theta }}=2\arcsin {\cfrac {y}{{\sqrt {x^{2}+y^{2}}}+x}}\end{array}}\right.}

## Extremos de sólidos en la esfera
- Dada una esfera, de radio = R, un cilindro inscrito en ella, tiene los siguientes datos, r= radio y h= altura, cuando su superficie lateral es máxima:

{\displaystyle r={\cfrac {\sqrt {2}}{2}}\times R}
{\displaystyle h={\sqrt {2}}\times R}.
- Un cilindro de radio = r y altura = h, inscrito en una esfera de radio = R, alcanza  volumen máximo si se tiene los siguientes resultados:

{\displaystyle r={\sqrt {\cfrac {2}{3}}}\times R}
{\displaystyle h={\cfrac {2{\sqrt {3}}}{3}}\times R}.
- Un cono de radio r y altura h, inscrito en una esfera de radio R, alcanza volumen máximo, si ocurre que:

{\displaystyle h={\cfrac {4}{3}}\times R}
{\displaystyle r={\cfrac {2{\sqrt {2}}}{3}}\times R}.

## Generalizaciones de la esfera

### Esferas en dimensiones superiores
Se puede generalizar la noción de esfera en espacios vectoriales de dimensiones superiores a tres. A partir de la cuarta dimensión ya no es representable gráficamente, pero la definición sigue siendo que la esfera es el conjunto de los puntos equidistantes de un punto fijo. En un espacio euclidiano de cuatro dimensiones, usando un sistema de coordenadas cartesianas la ecuación de la esfera de radio 1 centrada en el origen es:

{\displaystyle x^{2}+y^{2}+z^{2}+t^{2}=1}

donde t es la cuarta coordenada. Análogamente en un espacio euclidiano de n dimensiones:

{\displaystyle x_{1}^{2}+x_{2}^{2}+x_{3}^{2}+\cdots +x_{n}^{2}=1}

Y para una esfera de radio r, y centro (c1, c2, ..., cn):

{\displaystyle (x_{1}-c_{1})^{2}+(x_{2}-c_{2})^{2}+(x_{3}-c_{3})^{2}+\cdots +(x_{n}-c_{n})^{2}=r^{2}}

El volumen de la esfera contenida en la superficie anterior, en dimensión n se calcula por inducción sobre n. Aquí están los diez primeros valores de Vn(r) y las superficies correspondientes:
| Dimensión  | 1  | 2   | 3      | 4      | 5        | 6      | 7          | 8       | 9          | 10        |
| Volumen    | 2r | πr2 | 4πr3 3 | π2r4 2 | 8π2r5 15 | π3r6 6 | 16π3r7 105 | π4r8 24 | 32π4r9 945 | π5r10 120 |
| Superficie | 2  | 2πr | 4πr2   | 2π2r3  | 8π2r4 3  | π3r5   | 16π3r6 15  | π4r7 3  | 32π4r8 105 | π5r9 12   |

El volumen de la bola de radio 1 alcanza su máximo en dimensión 5, mientras que la superficie de la esfera de radio 1 lo alcanza en dimensión 7.
Existe la posibilidad de representar una n-esfera o hiperesfera de n dimensiones como fibrado de otra hiperesfera de dimensión inferior. Esto solo sucede en tres casos:
- {\displaystyle S^{3}\;}, puede ser representada como fibrado no trivial con espacio base {\displaystyle S^{2}\;} y fibra {\displaystyle S^{1}\;}, esta construcción puede obtenerse a partir de una construcción geométrico-algebraica utilizando números complejos.
- {\displaystyle S^{7}\;}, puede ser representada como fibrado no trivial con espacio base {\displaystyle S^{4}\;} y fibra {\displaystyle S^{3}\;}, esta construcción puede obtenerse a partir de una construcción geométrico-algebraica utilizando números cuaterniónicos.
- {\displaystyle S^{15}\;}, puede ser representada como fibrado no trivial con espacio base {\displaystyle S^{8}\;} y fibra {\displaystyle S^{7}\;}, esta construcción puede obtenerse a partir de una construcción geométrico-algebraica utilizando números octoniónicos.

Para dimensión superior no existen otros casos en que esto sea posible.

### Esferas en otras métricas
La noción de esfera se generaliza a cualquier espacio métrico {\displaystyle \scriptstyle (E,d)} así: la esfera de centro a y de radio r es el conjunto de puntos de ese espacio que distan r del punto a, es decir:

{\displaystyle S(a,r)=\{x\in E,d(a,x)=r\}}

y la bola correspondiente es:

{\displaystyle B(a,r)=\{x\in E,d(a,x)\leq r\}}

Para no ser demasiado general, restrinjámonos al espacio real tridimensional, con distancias provenientes de distintas normas, y consideramos las esferas unitarias. 
Para un vector u(x, y, z) cualquiera, se definen las normas siguientes:
||u||1 = |x| + |y| + |z|. S(O,1) es un octaedro regular (figura a la derecha).
:u2 = √(x² + y² + z²). Se trata de la norma euclidiana, luego S(O,1) es la esfera usual.
:ux|³ + |y|³ + |z|³). S(0,1) es una especie de forma intermedia entre la esfera usual y el cubo (figura a la izquierda). ux|,|y|,|z|). S(0,1) es un cubo.

### Esferas en topología
Cabe tener presente que el concepto geométrico y el concepto topológico de "n-esfera" no coinciden. En geometría, la superficie de la esfera es llamada 3-esfera, mientras que los topólogos se refieren a ella como 2-esfera y la indican como {\displaystyle S^{2}\;}.

## Esferas en física

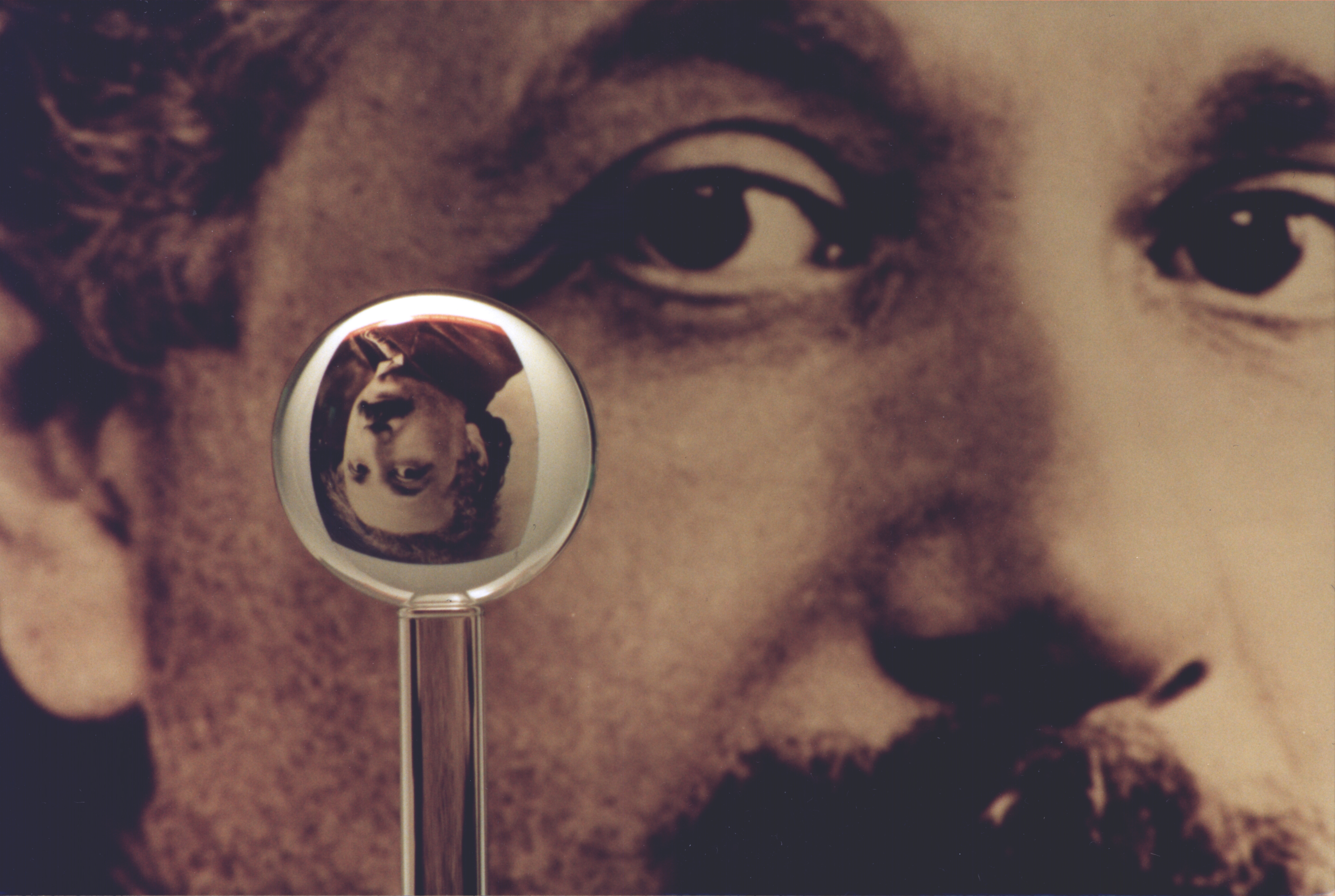
Una de las esferas más perfectas creadas, refractando la imagen de Albert Einstein. Se aproxima a la esfera ideal con un error menor que el tamaño de cuarenta átomos alineados.

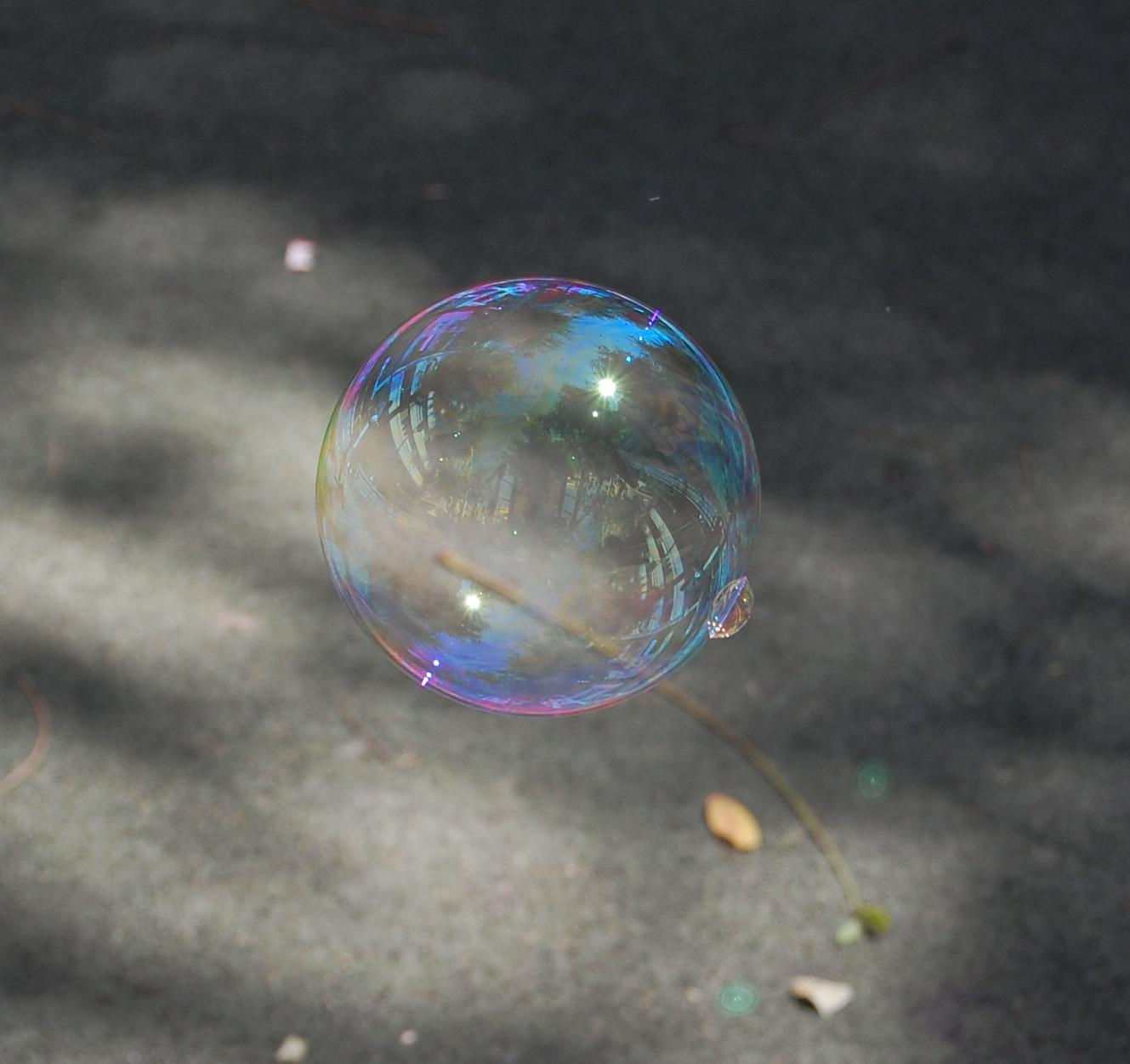
Las pompas de jabón son una buena representación física de la esfera.

La esfera es la figura geométrica que para igual volumen presenta la superficie externa menor. Esta propiedad es la causa de su omnipresencia en el mundo físico; en una gota de un líquido inmerso en un ambiente gaseoso, o entre líquidos no solubles de diferente densidad, existen fuerzas superficiales que deformarán la gota hasta encontrar el valor mínimo de tensión en todos los puntos de la misma, y este corresponde a una esfera, en ausencia de toda perturbación exterior.